# John St John (11e baron St John de Bletso)
John St John, 11e baron St John de Bletso (mort le 24 juin 1757) est un pair anglais.

## Biographie
Fils d'Andrew St John et de sa femme Jane Blois, fille de William Blois de Cockfield Hall, Suffolk, il est le neveu de Paulet St John, 8e baron St John de Bletso et succède à son frère Rowland St John, 10e baron St John de Bletso au titre de famille en 1722.
Lord St John épouse Elizabeth Crowley (la fille d'Ambrose Crowley) à Greenwich le 6 mars 1725 et ont :
- John St John (12e baron St John de Bletso) (en)
- St Andrew St John, doyen de Worcester
- Henry St John, un capitaine de la Royal Navy
- Anne, mariée en 1761 à Cotton Trefusis, mère de Robert Trefusis (17e baron Clinton)
- Barbara, qui en 1764 devient la seconde épouse de George Coventry (6e comte de Coventry)[2]
- Jane, qui épouse Humphrey Hall[3]

Le comédien et acteur britannique Alexander Armstrong est un descendant direct de Lord St John.